# Voi cosa avreste fatto?
Voi cosa avreste fatto? è un romanzo di fantascienza della scrittrice italiana Adonella Corsetti pubblicato per la prima volta a Bologna nel 1974 dalle Edizioni Capitol e destinato prevalentemente ai ragazzi.

## Trama
Anni '70, una sessantina di ragazzi di un liceo romano scompaiono misteriosamente durante una gita scolastica, l'unica traccia ritrovata sull'autobus su cui viaggiavano è una strana piccola sfera di un metallo sconosciuto sulla Terra.
La polizia indaga sulla scomparsa ma non riesce a venire a capo di nulla.
Un avvocato viene chiamato a difendere l'autista dell'autobus e un professore che sono gli unici rimasti a bordo e che non sanno spiegare quanto è successo. 
Durante la lettura del romanzo si scopre che i ragazzi, per mezzo di un disintegratore atomico contenuto nella sfera, sono stati trasportati per errore da un visitatore alieno in un altro pianeta più evoluto del nostro abitato da esseri quasi identici agli umani. 
Dopo un periodo di oltre due anni a contatto di questa nuova civiltà viene loro concesso di ritornare per un certo periodo sulla Terra e di scegliere poi se rimanervi o tornare a vivere in mezzo a quella civiltà superiore. Una scelta difficile che gli interessati affronteranno con difficoltà e con differenti esiti.

## Temi
Giallo e fantascienza sono due ingredienti che si fondono nel romanzo destinato prevalentemente ai ragazzi in quanto affronta dei temi relativi alla formazione della personalità. All’autrice interessa non tanto il mezzo di trasporto quanto i rapporti che possono intercorrere tra esseri umani della fine del XX secolo e una società più evoluta che comunica attraverso il pensiero e che ha superato tutte le meschinità, i drammi e il male che affliggono l’umanità. L’autrice poi si spinge oltre. Dopo aver fatto conoscere ai ragazzi terrestri quali siano le possibilità di un vivere veramente civile, li rimanda al punto di partenza, cioè sulla Terra, lasciando però loro la facoltà di scegliere se restarvi o ritornare in quell’Eden extraterrestre, costringendoli (e con loro il lettore) a meditare su quello che è la nostra società e su quello che potrebbe o dovrebbe essere. In definitiva la scelta è se restare assumendosi le proprie responsabilità morali e civili o rifugiarsi in un mondo senza problemi.

## Premi
- Premio della Cultura della Presidenza del Consiglio[3]